# Nippon TV
Nippon TV je japonská televizní společnost. Byla založena v roce 1952. Vysílání zahájila 28. září 1953. V 80. letech finančně podporovala restaurování Sixtinské kaple ve Vatikánu.